# Leitneriaceae
Leitneriaceae is een botanische naam, voor een familie van tweezaadlobbige planten. Een familie onder deze naam wordt zelden erkend door systemen voor plantentaxonomie, en ook niet door het APG-systeem (1998) en het APG II-systeem (2003): daar worden de betreffende planten ingevoegd in de familie Simaroubaceae.
In het Cronquist-systeem (1981) werd de familie geplaatst in een eigen orde (Leitneriales).